# Chiesa di San Colombano (Casarza Ligure)
La chiesa di San Colombano è stato un luogo di culto cattolico situato nella frazione di Novano nel comune di Casarza Ligure, nella città metropolitana di Genova. Dell'antica chiesa ne rimangono alcune tracce e ruderi presso il paese.

## Storia e descrizione
Dedicata al santo irlandese evangelizzatore d'Europa, fondatore dell'abbazia di San Colombano di Bobbio da cui dipendeva, l'antica "chiesa de Noano" - poi il termine tramutò nell'odierno Novano - fu nominata in un documento del 1100.
Fu unita alle due rettorie di San Giovanni di Candiasco e San Michele di Casarza nel 1479. L'ultimo documento pervenuto citante la chiesa risale al 1519 e probabilmente la sua comunità parrocchiale venne unita ad una delle due parrocchie casarzesi.
Del sito sono visibili alcune metrature nei pressi della località di Novano.